# Історія спорту в Україні
Історія спорту в Украї́ні має багатий і різноманітний розвиток, який охоплює різні періоди та події.
Археологічні знахідки свідчать про зародження фізичного виховання на теренах сучасної України в період стародавньої доби, зокрема фізична культура та спорт культивувалася у Скіфсько-сарматський період, Північному Причорномор'ї (VI ст. до н. е. — IV ст. н. е.), де існували давньогрецькі колонії, проводилися спортивні змагання.
У період Київської Русі з центром у Києві, Галицько-Волинського князівства фізичне виховання було важливою складовою життя населення. Воїни тренувалися у військових мистецтвах, таких як стрільба з лука, боротьба та верхова їзда. Система фізичної підготовки набула особливого значення у період козаччини, у Запорозькій Січі (ХV—ХVІІ ст.).
У період з XVIII до ХХ століття становлення української системи фізичного виховання, фізичної культури та спорту відбувалося в умовах бездержавності, оскільки українські землі були розділені між різними імперіями: царською Росією (східна частина), пізніше у складі СРСР, та Австро-Угорщиною (західна частина), а після її розпаду на початку ХХ століття знаходилися у складі Польщі, Чехословаччини та Румунії. Розвиток спорту на східноукраїнських землях розвивався в умовах самодержавного деспотизму та жорстокого винищення української ідентичності, водночас на західноукраїнських землях фізкультурно-спортивна діяльність будувалась на національній ідеї, національних традиціях, необхідності відродження української державності та впровадженні прогресивних здобутків європейських систем фізичного виховання.
Український еміграційний спортивний рух був спрямований на зміцнення морального стану українців, які вимушені проживати за кордоном, підтримували рівень їхньої військово-фізичної підготовки. Особливого значення українські гімнастичні і спортивні інституції набули в патріотично-військовому вихованні молоді, були важливим чинником культурно-просвітницької роботи. Діяльність українських спортивних, сокольських, січових та пластових товариств українських емігрантів сформувала засади подальшого розвитку українського спорту в умовах діаспори ряду західних держав.
Організація спортивних змагань української діаспори відіграла важливу роль в утвердженні національної присутності за межами України, вихованні нового покоління фахівців, відомих спортивних та громадських діячів та розвитку українського спортивного та олімпійського руху за кордоном.
Після здобуття незалежності у 1991 році Україна набула державності та продовжила розвивати спортивну інфраструктуру та підтримувати своїх спортсменів. Українські атлети успішно виступають на Олімпійських іграх та інших міжнародних змаганнях.

### Становлення українського спорту у ХІХ столітті
Докладніше: Олімпійські ігри та Футбол в Україні
На початку ХІХ століття в Україні увага до спорту відбувається через створення державної регламентації у навчальних планах різного типу шкіл. До основних засобів фізичного виховання населення залежно від умов, наявності вчителів та специфіки навчального закладу належали: фехтування, верхова їзда, веслування, вітрильна справа, стрільба з пістолета, танці, ігри тощо.
У 1802 році засновник Харківського університету В. Н. Каразін запланував відкрити 9 відділень, серед яких було «відділення приємних мистецтв» з вивчення малювання, музики, танців, фехтування та верхової їзди. Вже у 1884 році було відкрито фехтувальний клас, а у 1907 році — студентів почали навчати верхової їзди.
У другій половині ХІХ століття на території України виникають самодіяльні спортивні гуртки і клуби.
З 1853 року у Київських навчальних закладах австрійський підданий К. Шмідт започаткував викладання гімнастики, а у 1895 році француз Ф. Лоде відкрив гімнастично-фехтувальну школу.
6 березня 1887 року було засновано «Київський річковий яхт-клуб» на Трухановому острові, де були організовані перші веслувальні та вітрильні перегони.
21 травня 1858 року у Миколаєві відбулися неофіційні змагання з бігу на 1,5 версти уздовж дороги серед 52 матросів та солдатів сухопутних військ.
Завдяки технічного розвитку у Західній Європі у 70-х роках з’являється велосипедний спорт в містах України. У січні 1888 року в Одесі засновується Одеське товариство велосипедистів-аматорів, яке мало трек (за термінологією того часу «циклодром») у ½ версти. Тут розпочинав свою спортивну діяльність С. Уточкін (1876—1915), який пізніше став багаторазовим рекордсменом, переможцем міжнародних змагань.
Перше знайомство з футболом відбулося наприкінці століття в Одесі. За участю англійських моряків у 1878 році було створено Одесько-Британський атлетичний клуб, які організовували футбольні ігри та навчали місцеве населення. Пізніше одесит Григорій Богемський виступав у складі збірної імперії.
У Харкові в 1880 році було створено товариство любителів шахової гри та відкрито гральний дім «Шахи-доміно».
У 1893 році утворюється Перше харківське гімнастичне товариство, серед викладачів якого був талановитий педагог, німець М. Ф. Вільгальм. У 1903 році у товаристві було 542 дійсних члени (у тому числі 264 пані і панночки), «прихожих» нараховувалося 3929 осіб. Гімнасти виходили на впорядковані майданчики, обладнані на території двору або парках, та проводили платні гімнастичні виступи. Вихованці М. Ф. Вільгальма Віктор Соловйов та Іван Сєдих були багаторазовими переможцями у найпрестижніших турнірах. Саме Віктор Соловйов мав унікальні досягнення у 1907 році, він підняв у жимі 275 фунтів, у ривку — 240 і у поштовху — 320.
У 1895 році у Києві лікар Євген Гарнич-Гарницький заснував Київський атлетичний гурток, який у 1899 році перейменовано у Київське атлетичне товариство. Одним з учнів гуртка був уславлений борець Іван Піддубний, який розпочав професійну кар’єру 1898 року, а у 1904 році вперше здобув титул чемпіона світу.
Гімнастика набула популярності після перемоги уродженця Харкова Миколи Лукіна на VII Всеросійському чемпіонаті з важкої атлетики 1903 року. З 1905 по 1909 роки полтавчанин Іван Піддубний 6 разів перемагав борців на чемпіонатах світу серед професіоналів. Його назвали «чемпіон чемпіонів» і «король борців».
У 1898 році у Харкові, Катеринославі (нині Дніпро) та Києві утворилися гуртки, а згодом товариства (ліги) любителів бігу на ковзанах. Цього року у Києві та Харкові було проведено змагання з кульової стрільби.
Вже наприкінці ХІХ століття активно діяли спортивно-гімнастичні осередки у Львові, Одесі, Києві, Харкові, Ужгороді, Чернівцях та інших українських містах.

### Спортивний рух на західноукраїнських землях
Докладніше: Український еміграційний спортивний рух, Футбол в Україні, Український спортовий союз та Український студентський спортовий клуб
Український спортивно-гімнастичний рух на західноукраїнських землях з моменту зародження перших товариств (1894) й до моменту припинення їх діяльності (1939) структурно включав сокольські, січові (пізніше — лугові), пластові організації та спортивні товариства.
З кінця ХІХ до 20-х років ХХ століття Львів відігравав вважливу роль у спортивному житті України. Початківцем футболу на території Галичини вважається професор Львівської учительської семінарії Едмунд Ценар, який у 1891 році у книжці «Гімнастичні ігри шкільної молоді» склав опис гри, її основні правила, а також привіз з Англії перший футбольний м’яч. Однак офіційною датою заснування українського футболу вважається 14 липня 1894 року, коли у Стрийському парку на стадіоні товариства «Сокіл» відбувся матч до першого голу між львівською командою товариства «Сокіл» та командою з Кракова, та на 6-й хвилині гри львів’янин Володимир Хомицький забив переможний гол.
11 лютого 1894 року у Львові утворилося перше українське патріотичне тіловиховне та руханкове товариство «Сокіл», діяльність якого поширювалася на територію Галичини та Буковини. Через рік влада безкоштовно виділила товариству ділянку землі під будівництво стадіону, яке тривало 3 роки (нині цей стадіон належить Львівському інституту фізичної культури). Стадіон мав поле, бігові доріжки, дерев’яні трибуни для глядачів. Поряд було побудовано спортивні зали для занять гімнастикою та іншими видами спорту.
Основними організаторами та лідерами українського сокольства стали Василь Нагірний, Володимир Лаврівський, Степан Гайдучок та ін.
Українська сокольська організація пропагувала серед молоді різні види спорту, зокрема бокс (боротьба навкулачки), боротьба (дужання), лижний спорт (лещатарство), плавання (пливацтво), футбол (копаний м’яч) та інші.
У 1900 та 1911 роках у Львові відбувався чемпіонат Австро-Угорщини з фігурного катання.
5 травня 1900 року в с. Завалля на Снятинщині (Івано-Франківська область) було створено перше молодіжне спортивно-пожежне товариство «Січ», яке згодом стало осередком для військового вишколу та розбудови військових формацій українців, що боролися за створення Української держави. Організатором та ідеологом січового руху Галичини став коломийський адвокат К. Трильовський.
Фізкультурна діяльність осередків товариства «Січ» та їх зв’язок з давнім січовим військом надавав їм характеру військової організації, в якій виконувалися гімнастичні, протипожежні, стройові вправи, марширування тощо. Щорічно проводилися Січові свята, на яких обов’язковими елементами було виконання гімнастичних вправ і проведення змагань з різних видів спорту.
У 1902 році засновано сокольські товариства в Станіславі (нині Івано-Франківськ), Перемишлі, Коломиї. У 1903 році виникають у Самборі, Чорткові, Тернополі, а у 1904 році — у Бучачі, Кутах, Бережанах, Золочеві.
У 1903 році Іван Боберський організував перший спортивний гурток, який у 1911 році перетворився у спортове товариство «Україна», а у серпні 1908 році очолив головну структуру цієї спортивної організації — Львівське товариство «Сокіл-Батько».
У 1904 році у Львові фахівці «Львівського товариства лижвярського» та спортивного клубу «Чарні» уклали перші правила гри у хокей з шайбою («гокей» або «гаківка»), які були видані у Празі 1890 року. Цього ж року у львівській пресі починають з’являтися повідомлення про організацію у місті перших хокейних команд. А у січні 1905 року у Львові на Дівочих ставках (неподалік Стрийського парку) вже відбувся перший хокейний матч.
Перший осередок організованого українського спорту виник в Українській академічній гімназії у Львові в 1906 році під назвою Український спортовий кружок (УСК).

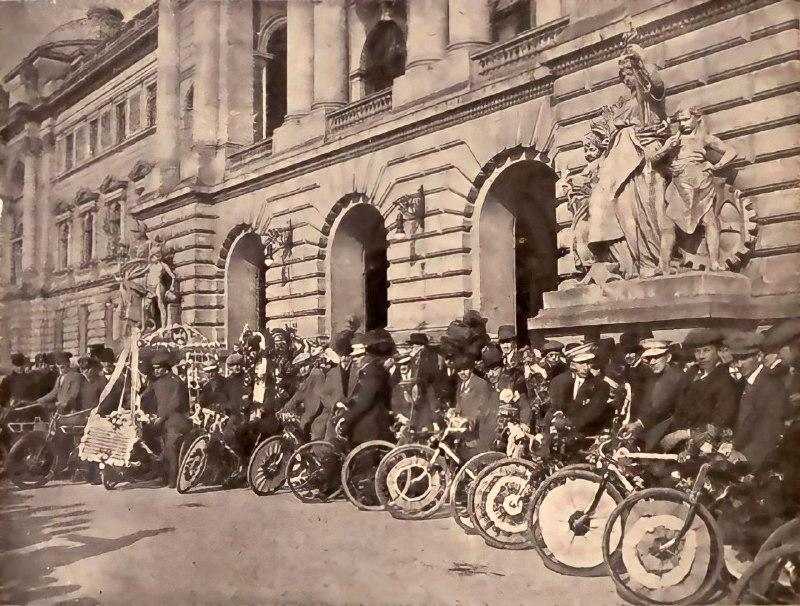
Змагання велосипедистів. Львів. Фото з Локальна історія https://localhistory.org.ua/

У 1907 році створюється перший Жидівський клуб спортовий «Гасмонея» Львів, який впродовж трьох наступних десятиліть успішно розвивав спорт з футболу та настільного тенісу.
Перші лещатарські (лижний спорт) секції виникли у 1909 році у товаристві «Сокіл».
У 1910 році було видано українською мовою правила гри в хокей за редакцією І. Боберського.
У 1911 році було створено спортивне товариство «Україна», у якому функціонували різні секції з тенісу (ситківки), туризму, футболу (копаного м’яча) та ін. СТ «Україна» влаштовувало змагання з копаного м’яча, легкої атлетики, боротьби (дужання), ситківки, велоспорту (наколесництва) тощо. Футбол був найпопулярнішим видом спорту. З 1913 року футбольний клуб «Україна» став членом Австрійського союзу копаного м'яча.
15 жовтня цього року у Львові відбулися перші Запорізькі ігрища, другі — 29 червня 1914 року на площі стадіону «Сокіл-Батько».
Важливу роль у спортивно-гімнастичному русі також відігравали пластові осередки скаутського типу. Перші пластові групи «Пласт» було створено 1911 року у Львові при Академічній гімназії, учительській семінарії та при спортивно-руханковому товаристві «Сокіл». Ініціатором та засновником першого пластового гуртка був Олександр Тисовський.
28 червня 1914 року у Львові на честь 100-річчя від дня народження Тараса Шевченка відбувся II краєвий (Шевченківський) здвиг руханкових, пожежних і стрілецьких товариств «Сокіл», «Січ», «Пласт», «Січові стрільці» та інших. Учасники визначили російське самодержавство  головним ворогом України та важливість українських спортивних організацій в Галичині для визвольного руху.
У 1914 році за результатами досліджень діяльності спортивного руху на західноукраїнських землях:
- в кожному галицькому і буковинському селі існувала «Січ», їх було зареєстровано 1028 (відповідно 916 і 112) філій, та охоплювало понад 40 тис. активних членів товариства;
- в Галичині існувало 974 сокольських товариств, у яких налічувалося 70 тис. членів. Основу сокольських організацій складала молодь віком до 30 років.

15 серпня 1914 року на Закарпатті відбувся перший офіційний футбольний матч між командою Ужгорода, яка складалася із старшокласників та студентів, та угорською командою БАК.
Під час Першої світової війни виникає український еміграційний спортивний рух. В українських таборах проводилася велика військово-патріотична робота, створювалися січові організації з відповідними статутами. Січові товариства об’єднували найактивніших і національно свідомих полонених українців. Перше товариство під назвою «Січ» імені гетьмана П. Дорошенка було утворено в липні 1916 року в таборі м. Фрацштадта.

Статут товариства «Запорізька Січ» І запорозького полку ім. Т. Шевченка в таборі м. Зальцведелі, в якому зазначено, що: 
«Товариство називається Запорожська Січ а найближчим призначенням є: плекати гімнастику, спортові забави та створити огневу таборову сторожу в таборі українських полонених в Зальцведелі... Гімнастика й спортові забави виробляють у січовиків бадьорість духа, побратимість (товариську дружбу), строгій послух для своїх рішень і своєї виборної старшини...».
Зберігся текст присяги січовиків:
«Перед тобою, Україно і весь український народе, по старому козацькому звичаю присягаємо: чесно, вірно й хоробро служити Тобі, Україно, під цим прапором та під ним по всім силам боронити Тебе, не опускати цього прапора в жодному случаю, з ворогами ніколи не входити в змову, лише завзято їх поборювати...».
Протягом 1920—1930-х років українські спортсмени брали участь у різних міжнародних змаганнях, що проводилися під егідою Міжнародного робітничого спортивного союзу. У цей період «Сокіл-Батько» став своєрідним координаційним центром, який керував українським сокольським рухом, як на території України, так і поза її межами.

У 1920 році українськими студентами було створено Український студентський спортовий клуб (УССК), які 
«зрозумівши, що спортові товариства відіграли чи не найважливішу роль в будові державного організму у неодного з теперішніх вже державних народів, не виключає також, що і українському народу прийдеться вступити в сліди останніх та перейти фазу може ще тяжшої боротьби за самостійність та незалежність нашої держави... УССК постановив створити основу для українського національного спорту... Вишколювання по усім правилам європейської спортивної техніки солідних українських спортових інструкторів, які мають повернутися у рідний край з призначенням зорганізувати там український національний спорт та примінити до домашніх обставин набуте на чужині спортове знання...».
Восени 1920 року в умовах воєнного стану, запровадженого румунською владою у Чернівцях виникає українське спортивне товариство «Довбуш», яке за висловом львівської газети «Змаг» відразу отримало епітет «колиски українського спорту на Буковині». У товаристві діяли секції футболу, легка атлетика, гандбол (метавка ), плавання (водяний спорт), мандрівництво.
З 1920 року за сприяння чехословацького Робітничого союзу фізичного виховання у спортивних змаганнях брали члени товариства «Січ», яке діяло під керівництвом генерал-хорунжого Української народної республіки Всеволода Петріва (керував Українським січовим союзом).
У ІІ робітничій олімпіаді Чехословацькій у Празі взяли участь 13 спортсменів, які представляли товариство «Січ» з Відня, очолювану Кирилом Трильовським.
Перші українські спортивні товариства утворюються у навчальних закладах Український вільний університет, переведений у жовтні 1921 року із Відня до Праги, Українська господарська академія (УГА) в Подєбрадах (з 1922 року) та Український вищий педагогічний інститут ім. Драгоманова у Празі (з 1925 року), що утримувалися на кошти Міністерства закордонних справ Чехословаччини.
Восени 1923 року у Львові на спортивній арені «Сокіл-Батько» були проведені ІV Запорізькі ігрища, до програми яких входили легка атлетика, велосипедний спорт, плавання, теніс і футбол. Переможцем у плаванні на 100 м вільним стилем став Роман Шухевич, який пізніше буде головнокомандувачем Української повстанської армії.
Цього ж року у Празі був створений Центральний союз українського студентства (ЦЕСУС).
У 1924 році був прийнятий статут ЦЕСУС, який об’єднував українські студентські організації в еміграції і західноукраїнських землях для захисту інтересів українського студентства, створював можливість брати їм участь у різних міжнародних студентських спортивних змаганнях, зокрема у І міжнародній олімпіаді науки та спорту, що пройшла у Римі (1924 року) та ІІ міжнародній університетській олімпіаді в Римі (1926 року) з метою «удосконалення людини в фізичному та духовному відношенні...».
У Львові відбулися перші установчі збори Українського спортового союзу (УСС), у яких брали участь представники спортових клубів Львова, Станіслава (нині Івано-Франківськ), Перемишля, Тернополя, Дрогобича та Золочева. 21 жовтня 1925 року було затверджено статут УСС.
У 1924 році відбулись загальні збори прихильників зимових видів спорту, які проголосили створення Карпатського лещатарського клубу (КЛК) на чолі зі Левом Шепаровичем.
Тогочасна польська влада переслідувала активістів та перешкоджала діяльності товариства «Січ», так за носіння січових відзнак тисячі осіб були покарані грошовими штрафами та арештом від 2 до 5 діб. У 1925 році польська влада офіційно заборонила діяльність січових товариств.
25 березня 1925 року в с. Підберізцях Львівського повіту Роман Дашкевич закладає нове руханкове товариство «Луг», яке фактично продовжила діяльність січей. Ідеї козацької звитяги, січові звичаї, дух фізичного та військового вишколу, які були започатковані товариством «Січ», здобули популярність в українському суспільстві.

На VІ Запорізькі ігрища, які проходили з 26 по 28 червня у Львові Спортивна рада УСС запросила взяти участь спортсменів 
«з усіх українських земель, бажаючих у цей спосіб заманіфестувати, що устремління українського спортовця є Соборна Українська Держава».
Учасниками змагань стали українські спортсмени з Галичини, Волині, Буковини, Закарпаття, Німеччини й Австрії. З ідеологічних міркувань спортсмени з Української РСР участі не брали. Вперше на цих іграх пройшли змагання з важкої атлетики і боксу. За місяць до цих ігор пройшли спортивні змагання серед жінок з 7 дисциплін легкої атлетики та з баскетболу.
7 лютого 1926 року в Подєбрадах відбулись установчі збори руханкового товариства «Український сокіл», який офіційно політичних завдань не проголошував, а все ж пропагував ідею незалежного існування українського народу.
У цьому ж році було започатковано свято День Українського спортовця, яке щорічно на Галичині відзначалося до 1939 року.
У 1928 році сокольська молодь бере участь у масових заходах, присвячених пам’яті героїв українського народу та 10-річчю проголошення ЗУНР.
У 1931 році формується Союз українського сокільства за кордоном, який об'єднував близько 500 осіб. Головною метою було поширення сокольського руху серед українців на чужині.
У 1933 році після важкої травми в одному з хокейних поєдинків воротаря хокейної команди львівського СТ «Україна» Миколи Скрипія у Львові вперше у світі було сконструйовано захисну маску.
Влітку 1934 року на Міжнародній робітничій олімпіаді у Празі українські спортсмени виступали під синьо-жовтим прапором.
У 1935 році у Славсько в Карпатах відбулися І зимові Запорізькі ігрища, до програми яких було включено лижні гонки та гірськолижний спорт. Чоловіки-лижники змагалися в гонках на дистанціях 18 і 30 км і в естафеті, а жінки-лижниці — у гонці на 8 км та в естафеті. Гірськолижники змагалися у слаломі та швидкісному спуску. 21-річний спортсмен Микола Бойчук, який представляв Карпатський лещетарського клуб з Ворохти, здобув нагороди у 5 з 6 дисциплін чоловічої частини програми. Успішно виступили також А. Рожанківська, Я. Рожанківський, В. Сліпко, Б. Хамула, Ю. Шухевич, І. Коломієць та інші спортсмени.
У цьому році через вагомий вплив спорту на українську громаду, відстоювання національної ідентичності влада тодішньої Польщі заборонила проводити чергові літні Запорізькі ігрища, у яких  виявили бажання взяти участь близько 90 спортивних товариств.
Вже 4 серпня 1937 року польська адміністрація ліквідовує Український спортовий союз та Український студентський спортовий клуб, який був у структурі УСС. На час ліквідації Український спортовий союз об’єднував понад 120 різних спортивних товариств, клубів та секцій. Значна кількість фізкультурно-спортивних працівників піддалась репресіям до 1939 року, коли була повна заборона «Сокіл-батька», керівником якого був Іван Боберський.
Найбільшої популярності луговий рух набув наприкінці 30-х років. У 1939 році товариство «Луг» налічувало 805 філій, в яких займалися близько 50 тис. осіб. Але польська влада негативно відреагувала на приєднання частини товариства «Луг» до Міжнародного робітничого спортивного союзу (SASI) і почала масово закривати лугові організації. Однак діяльність товариств «Січ» та «Луг» вплинула на процеси національного відродження у Галичині, Волині, Буковині, Закарпатті.
Діяльність пластових товариств припинилася у 1939 році після приєднання західних територій до складу СРСР. Також усі футбольні клуби Галичини було ліквідовано. Почалися арешти і висилки. Співробітники НКВС розстріляли багатьох талановитих молодих футболістів ФК «Україна».

### Розвиток фізичної культури та спорту до 1917 року
Докладніше: Хронологія історії України XX століття
У багатьох українських містах молодь вже мала уявлення про окремі види спорту. На початку нового століття українські спортсмени продовжили змагатись і перемагати, багато з них були свідками спортивних перемог С. Уточкіна, І. Піддубного, П. Заковорота та П. Акматова, М. Вільгальма та Є. Гарнич-Гарницького.
Набули популярності багатоденні борцівські турніри. Під егідою Київського атлетичного товариства було проведено перші змагання з важкої атлетики та боротьби на першість імперії. Пропагували важку атлетику професор Київського університету В. Крамаренко та володар першого в країні диплома «Тренер з важкої атлетики» О. Анохін. Першими українцями, які стали рекордсменами світу були Ф. Гриненко та С. Тонкопей, рекордсменом імперії П. Латушкін та інші .
Наслідуючи правила чеських сокольських товариств у 1904 році у Харкові утворилося товариство «Сокіл», членами якого стали 108 осіб. Товариство набуло популярності і в 1909 році налічувало 2588 дітей, 2280 жінок та 8358 чоловіків. Методи сокольської гімнастики були прийняті у більшості середніх навчальних закладах Харкова.
У 1901 році було зареєстровано «Київське атлетичне і гімнастичне товариство», якому надавав фінансову підтримку меценат М. А. Терещенко. Згодом товариство перейменували на «Російський сокіл». 2 червня 1907 року вихованці успішно виступили на V Всесокольському зльоті у Празі і здобули 10 великих дипломів.
У 1902 році членами «Одеське товариство любителів полювання» було проведено перший розіграш всеросійського призу, що започаткувало розвиток стендової стрільби в Харкові, Катеринославі (нині Дніпро) та інших українських містах.
У 1905 році в Одесі відбулися перші тенісні змагання, а в Києві утворився тенісний гурток. Кращими тенісистами були Н. Попова, Д. Мільва, В. Гладкий та інші.

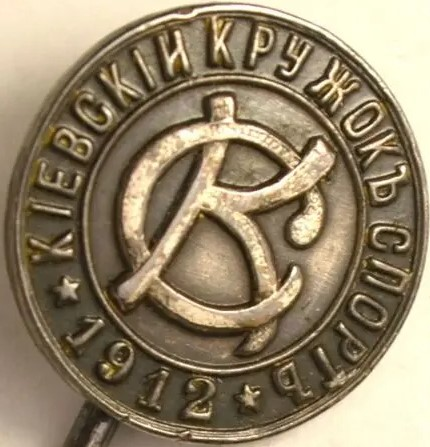
Знак Київського гуртка "Спорт" 1912 року

У 1908 році засновується Всеросійський союз лаун-теніс-клубів, що до 1914 року об’єднував 47 організацій, 6 з яких представляли Катеринослав (нині Дніпро), Київ, Харків (3 організації), Одесу. Пізніше до союзу вступила організація тенісистів з Юзівки (нині Донецьк). У цьому році вперше офіційно було зареєстровано легкоатлетичний гурток у Катеринославі (нині Дніпро). Згодом виникли такі гуртки у Києві, Одесі, Харкові, Чернігові, Мелітополі, Житомирі та Миколаєві. У вересні 1912 року легкоатлети університетського гуртка «Спорт» з Києва, які дебютували на чемпіонаті імперії у Москві, перемогли командою місцевий клуб у матчевій зустрічі.
У літку 1908 року у Харкові було зареєстровано перший футбольний гурток «Перша харківська футбольна команда» (у 1911 році перейменовано на спортклуб «Фенікс»), що об’єднував 30 осіб і мав «червону» та «зелену» команди. В наступному році утворився другий гурток «Друга футбольна команда», який пізніше перейменували у «Спортсмен».
У 1909 році у місті відбулися футбольні матчі між англійцями та бельгійцями, які працювали на заводі «Гельферіх-Саде». В одній з команд воротарем був місцевий житель В. Романчик.
Перший офіційний матч було зіграно 6 травня 1910 року, який тривав 110 хвилин з п’ятихвилинною перервою.
14 травня 1911 року у Харкові відбувся матч між командами «Фенікс» та «Гельферіх-Саде», який тривав 70 хвилин і був виграний командою «Фенікс» з рахунком 3:1. А 19 травня цього ж року відповідно до правили ФІФА у Харкові відбулася перша міжнародна зустріч між «російською» та «англійською» збірними командами, матч тривав 90 хвилин і закінчився з рахунком 2:0 на користь місцевої збірної команди.
У 1913 році за ініціативи С. Павлова, А. Двогубського та М. Голобородька за участі В. Мільфорта у Харкові було створено Об’єднаний комітет харківських спортивних товариств.
Харківське товариство велосипедистів-любителів уперше провели чемпіонат міста з лижних гонок на дистанції 15 верств від Руської Лозової до воріт Земського парку.
Уперше в історії українського футболу у Харкові влітку було проведено змагання для дітей 12 — 14 років з комерційного училища. Учать брали 5 дитячих команд.
У цьому ж році створюється Київський олімпійський комітет у зв’язку з необхідністю координувати підготовку до київської Олімпіади. Подібної структури не існувало в жодному українському місті.
12 березня 1916 року у місті Катеринославі (нині Дніпро) було утворено Катеринославську футбольну лігу.

#### Діяльність Олексія Дмитровича Бутовського
Докладніше: Олексій Дмитрович Бутовський
Значний внесок у розвиток теорії та організації фізичного виховання зробив генерал-лейтенант О. Д. Бутковський, який народився та виріс на Полтавщині. У 1988 році у складі Комісії Міністерства народної освіти він був учасником розроблення основ викладання гімнастики у цивільних навчальних закладах, а у 1890 році організував та протягом 16 років очолював літні курси для офіцерів-вихователів кадетських корпусів. Автор близько 70 праць у галузі фізичного виховання та олімпійського спорту.
У 1894 році він разом з П’єром де Кубертеном активно брав участь у підготовці та проведенні Міжнародного атлетичного конгресу у Парижі, став членом першого складу МОК (всього було обрано 13 осіб). Намагався організувати олімпійський комітет в країні.

Олексій Бутовський у листах до П’єра де Кубертена писав:
«Ідея міжнародних ігор була щасливою ідеєю. Вона відповідала нагальній потребі сучасного людства, потребі фізичного і морального відродження молодого покоління»;
та
«У Росії до олімпійських ідей велика байдужість».
З 1894 по 1900 роки у складі Міжнародного олімпійського комітету О. Д. Бутковський доклав зусилля у створенні в країні олімпійського комітету, але жодна спроба не увінчалася успіхом. У 62 роки свої повноваження у МОК він передав князю С. К. Білосельському-Білозерському.

#### Перша Олімпіада в Києві
Докладніше: Спортивна олімпіада в Києві та Спортивне поле
Саме ця подія яскраво засвідчила дебют представників української спортивної спільноти в організації та проведенні масштабного фізкультурно-спортивного заходу, історичний досвід якого є надзвичайно корисним та повчальним у розбудові сучасного олімпійського руху на теренах України.
Київ був вибраний не випадково, оскільки мав репутацію спортивного міста. У 1912 році в місті діяло більше, аніж у будь-якому іншому, 196 спортивних організацій, зокрема «Орел» і «Руський сокол», «Київський кружок любителів спорту», тенісний клуб, яхт-клуб, товариства повітроплавання і автомобілістів, Київське шахове товариство, міська футбольна ліга (5 команд), у яких спортом займались 8 тис. осіб.
З 20 по 28 серпня 1913 року у Києві на «Спортивному полі» на Лук’янівці було проведено першу київську Олімпіаду, що входила до програми Київської всеросійської виставки. 20 серпня 1913 року під час урочистого відкриття відбувся парад за участю представників 15 спортивних організацій, які пройшли за маршрутом Думська площа (тепер — Майдан Незалежності) — Львівська площа — вулиця Дика (теперішня Студентська) до стадіону, який був першим побудованим в країні.
У змаганнях з 14 видів спорту виявили бажання брати участь 639 спортсменів з 22 міст: Києва, Харкова, Одеси, Чернігова, Луцька, Кам’янець-Подільського, Севастополя, Катеринославі (нині Дніпро), Курська, Рівного, Юр’єва, Риги, Самари, Тирасполя, Ростова-на-Дону, Новоросійська, Мінська, Варшави, Петербурга, Могилева, та Віндави (нині Вентспілс). Мінімальний вік учасників становив 17 років.
У Києві вперше поряд з чоловіками змагалися жінки.
Серед учасників київської Олімпіади було 25 спортсменів, які виступала на літніх Олімпійських іграх 1908 року і літніх Олімпійських іграх 1912 року.
Кращим серед киян був Г. Фукс, який переміг у бігу на 400 м (53,1 с) та 1500 м (4 хв 25,5 с). Разом з М. Соколовим, Б. Ордовим та А. Семеновим він отримав найвищі нагороди у естафетному бігу 4 х 400 м (3 хв 54,4 с) та у естафетному бігу 4 х 100 м (46, 2 с).

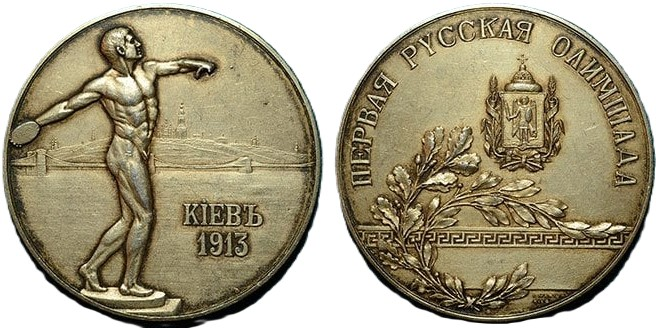
Олімпійська медаль. Київ. 1913 рік

Киянка, випускниця Подільської жіночої гімназії Н. В. Попова стала багаторазовою чемпіонкою Київської олімпіади, яка встановила світовий рекорд у бігу на 100 метрів (13,1 с), була першою в бігу на 60 м (9,1 с), стрибках в довжину з розбігу (4,12 см) і в стрибках у висоту з місця (122 см). Інша представниця Києва — А. Раткова стала переможницею в стрибках у довжину з місця (203 см), штовханні ядра (4,75 см) та фехтуванні на рапірах.
Київський гурток «Спорт» було нагороджено призом за найбільшу кількість перемог.
Учасники київської Олімпіади активізували роботу з прихильниками спорту у Житомирі (Іваницький), Чернігові (брати Гвоздьови), у Харкові (С. Павлов та М. Голобородько) та інших містах.
З початком Першої світової війни українські міста залишили багато іноземців, але для розвитку спорту в Україні було закладено фундамент, зокрема започатковано перші спортивні традиції, проведення чемпіонатів, а також з’явилися українські спортивні фахівці.

### Здобутки українських спортсменів на Олімпійських іграх до 1936 року
Докладніше: Російська імперія на Олімпійських іграх

Оскільки західна частина української території входила до складу інших держав, то українцям доводилось жити за законами цих країн, вписувати свої здобутки та національну історію у їхній літопис.

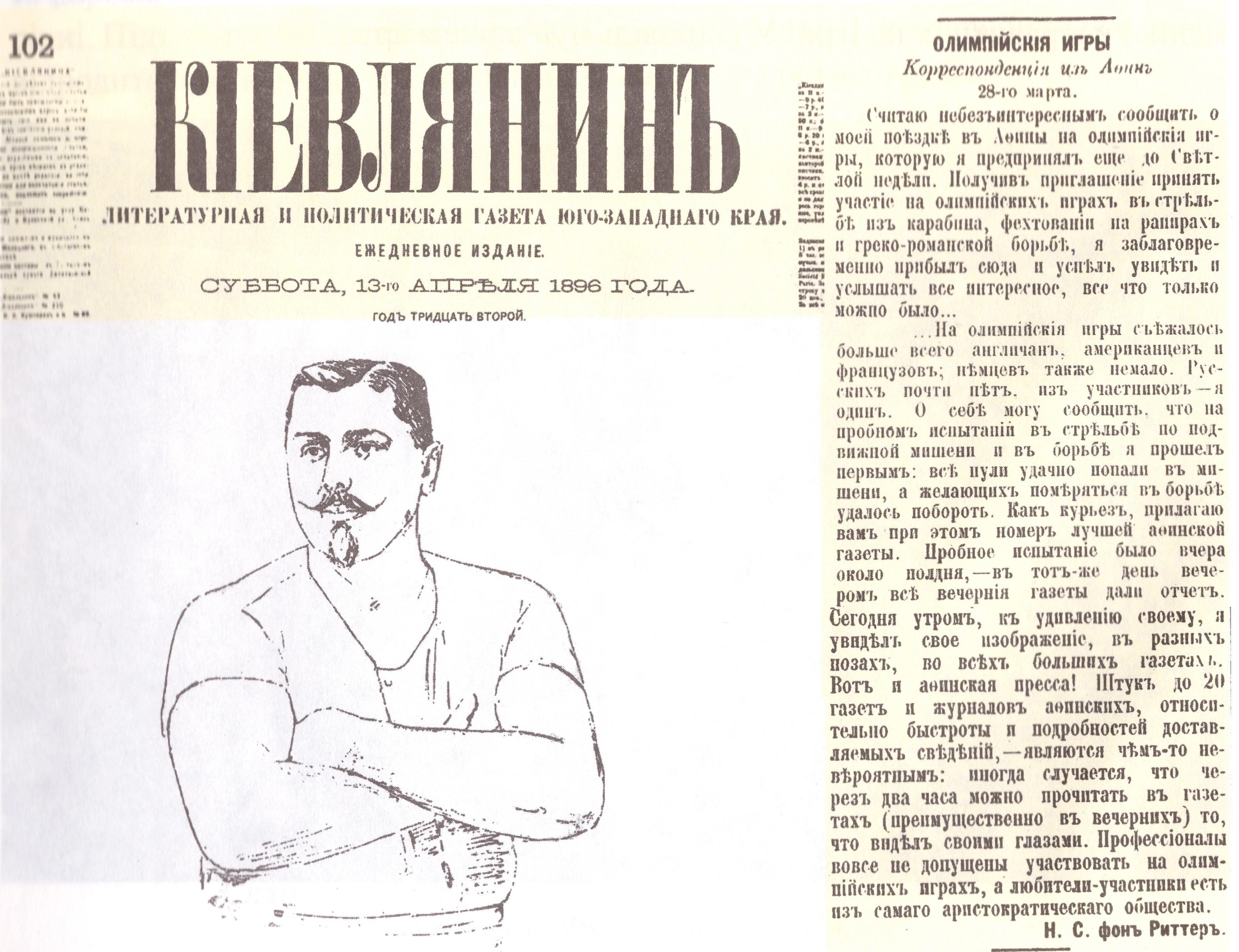
Замітка з газети "Киевлянин" за 13 квітня 1896 року

У 1896 році на І Олімпійських іграх був 31-річний киянин Микола Ріттер, який приїхав до Афін як кореспондент газети "Киевлянинъ", тому що Російська імперія відмовилась від участі у Іграх. М. Ріттер подав заявку на змагання з греко-римської боротьби, стрільбі з карабіна та фехтуванні на рапірах, і пройшов кваліфікаційні відбори. Проте з невідомих причин участі у Іграх він не брав.
У 1900 році на ІІ Олімпіаді в Парижі брав участь український фехтувальник Петро Заковорот, який у півфінальній групі здобув 5 перемог при 2 поразках, у фінальній — 2 перемоги при 5 поразках. З 1920 року П. Заковорот очолював кафедру фехтування в Харківському інституті фізичної культури. У 1935 році він був одним з організаторів першого чемпіонату України з фехтування, на якому став чемпіоном у віці 64 років.
У 1912 році на V Олімпійських іграх у Стокгольмі Україна отримала свого першого олімпійського призера: киянин Микола Мельницький став срібним медалістом у кульовій стрільбі (командні змагання, швидкісна стрільба з пістолета, 30 м).
У 1924 році на І зимових Олімпійських іграх у Шамоні (Франція) 26-річний львів’янин Степан Вітковський виступав за Польщу, брав участь у лижній гонці на 50 км. Цього ж року на VIII літніх Олімпійських іграх у Парижі 7 спортсменів зі Львова були у складі збірної команди Польщі. 30-річний Адам Крулікевич на змаганнях кіннотників в особистій першості з подолання перешкод став бронзовим призером Олімпіади (виступали 43 спортсмени з 11 країн).
На літній Олімпіаді у складі збірної команди Чехословаччини виступав львів’янин Андрій Фовицький (інтернований український воїн), який є автором кількох підручників з фізичного виховання (у тому числі навчальний посібник з плавання) у Бразилії став одним з організаторів українського гімнастичного товариства «Сокіл» у місті Сан-Паулу.
У 1928 та 1932 роках на літніх Олімпійських іграх фехтувальник Тадей Фрідріх, який представляв клуб «Львів» у складі збірної команди Польщі, здобував бронзові медалі з фехтування на шаблях. У 1928 році в Амстердамі на літніх Олімпійських іграх 18-річний американець українського походження плавець Джордж Коджек (Юрко Коцай) у плаванні на спині він подолав 100 м за 1 хв 08,2 с, встановивши новий світовий олімпійський рекорд. Другу золоту медаль він отримав за естафету 4 х 200 м вільним стилем з новим світовим і олімпійським рекордом 9 хв 36,2 с. На цих іграх боксер Стефан Хелейко (Галайко), який був емігрантом з Галичини та виступав за збірну команду США, виборов срібну медаль у легкій ваговій категорії (до 61,21 кг).
1936 року у Берліні на літніх Олімпійських іграх з легкої атлетики взяв участь львів’янин К. Кухарський, а легкоатлет збірної Латвії українець за походженням Адальбертс Бубенко став бронзовим призером у спортивній ходьбі на 50 км.
У складі збірної Румунії на зимовій Олімпіаді 1936 року з фігурного катання виступав студент-правник, вихованець українського спортивного товариства «Довбуш» (Чернівці) Роман Турушанко.
Чемпіоном світу з боротьби серед професіоналів 1937 року став Бронко Нагурський, який був сином галицьких емігрантів та народився 1908 року у Канаді.
Українські спортсмени також виступали у складі футбольних збірних Польщі (Ян Васевич, Мечислав Бач, Мечислав Вишневський, Спіридон Албанський; всього 29 футболістів), Румунії (Роберт Садовський, Альфред Айзенбайссер, Станіслав Міцинський, Йосиф Клайн), Чехословаччини та Угорщини (в обох випадках Ґеза Калочай). У складі збірної Польщі на Олімпіадах 1924 та 1936 і чемпіонаті світу 1938 було по два уродженці України, а Роберт Садовський брав участь у чемпіонату світу 1938 року у складі Румунії.
Уродженець Одеси Льоня Дворін зіграв за збірну Палестини у 1930-х роках.
Володимир (Волтер) Чижович був гравцем і, згодом, тренером збірної США у 1960—1970-х роках.

### Український спорт у 1917—1945 роках
Крах російської імперії, війна з РРФСР призвели до втрати значної території України та негативно відобразилася на розвитку фізичної культури і спорту в Україні.
У 1919 році у Харкові, Києві, Одесі, Катеринославі (нині Дніпро), Херсоні, Миколаєві та Чернігові створюються відділи Всевобуч. При відділах утворюються олімпійські комітети в Одесі, Юзівці (нині Донецьк), Полтаві. У Харкові спортивні клуби почали використовувати як центри військово-допризовної підготовки громадян.
У травні 1919 року створюються Вищі інструкторські курси з фізичної культури і допризовної підготовки за програмою чотиримісячної підготовки. 25 серпня цього ж року під егідою Всевобучу було проведено першу олімпіаду Харківської губернії, яка тривала 2 тижні і включала військово-прикладні дисципліни.
У цьому році окремі члени харківського «Сокіл» утворили спортивний клуб «Спарта», який проіснував до 1925 року.
Комсомол почав «викривати реакційну сутність» спортивних клубів та закликав боротися з ворогами, руйнувати старе. Це призвело до зникнення у містах Української СРР спортивних клубів з традиціями. У школах і гуртках було категорично заборонено заняття на гімнастичних снарядах, з боксу та футболу. Була спроба втілити «трудову гімнастику», яка була проголошена справжньою пролетарською фізичною культурою.
У Києві восени 1920 року органами НК був заарештований 38-річний голова Київського олімпійського комітету Олександр Анохін, який загинув у тюрмі. Похований на території Покровського монастиря.
З 1921 року починає розвиватися баскетбол. Перші баскетбольні команди були створені при Чернігівському військово-спортивному клубі.
10—18 вересня 1921 року під егідою ВУОК у Харкові на стадіоні «Гельферіх-Саде» було проведено І Всеукраїнську олімпіаду за участю 150 спортсменів з Києва, Харкова, Катеринославі (нині Дніпро), Одеси, Чернігова, Полтави, Таганрогу, Житомира і Херсона. Результатами олімпіади не можна було пишатися.
У наступному році створюється Всеукраїнська організація «Спартак», на честь якого було перейменовано стадіон «Гельферіх-Саде».
9 серпня 1922 року стартувала ІІ Всеукраїнська олімпіада, яку організатори назвали першою, за участю 150 учасників. Полтавчанин Василь Калина, який представляв Київ, встановив рекорд України у метанні молота. Чемпіоном у спортивній ходьбі на 5 км став харків’янин Леонід Ордін, його земляк уперше в історії української легкої атлетики у стрибках з жердиною подолав висоту у 3,02 м. Команда харків’ян В. Стариков, В. Кобцев, О. Шпаковський, М. Романтовський встановила рекорд в естафеті 4 х 100 м. Харків’яни А. Орлеан у метанні списа та П. Дрейман у метанні молота і штовхання ядра стали рекордсменами України.
Наприкінці 1922 року владою приймається рішення, що олімпійські змагання позбавляються воєнізованих дисциплін, уводяться нововведення за видами спорту та з наступного року змагання називатимуться «спартакіадами».
З 1 по 6 серпня 1923 року на харківському стадіоні «Спартак» проходила І Всеукраїнська спартакіада за участю 300 учасників. Кульмінацією змагань став футбольний матч між збірними Харкова і Одеси. Одесити, пропустивши штрафний м’яч з 11-метрового удару, демонстративно залишили поле.
На початку серпня також у Києві за участю спортивних клубів «Спартака» відбулась Губернська олімпіада, у якій участь брали команди Києва, Умані, Бердичева тощо. Пройшли змагання з баскетболу, легкої атлетики, футболу, велоспорту, фехтування та гімнастики.
12 серпня в Одесі було відкрито Червоний стадіон.
У жовтні цього ж року у Харкові створюється Вища рада фізичної культури, яка об’єднала усі спортивні організації України. Її Президію очолив секретар ВУЦВК А. І. Буценко.
 У 1924 році до підготовки ІІ Всесоюзного свята фізичної культури (Спартакіади) урядом України уперше були утворені державні органи — губернські ради фізичної культури.
Через критику діячів Пролеткульту футболу як «непролетарського» виду спорту у 1925 році Спартакіада України не проводилась, не розігрувалась першість з футболу. Подібні ситуації відбувались з легкої і важкої атлетики, велосипедного та інших видів спорту. Водночас в українських містах започатковуються змагання з гандболу та волейболу, стендова стрільба. Проведення комплексних всеукраїнські спартакіади було відновлено лише через 2 роки.
25 серпня 1925 року у Дрездені найсильніші футболісти України уперше у своїй історії вийшли на міжнародний матч проти місцевої команди «Шпортферейн 1910», програвши з рахунком 1:3. Але 7 зустрічей з 8 (у Хемніці, Пірні, Берліні, Потшапелі, Золінгені) українські футболісти виграли.
З 1926 року уперше з’являється волейбол. Водне поло розвивалося лише в Одесі. Теніс розвивався у Харкові, Києві, Одесі, Запоріжжі. У Харкові пройшли Перші всеукраїнські тенісні змагання.
Взимку 1927 року у Харкові пройшла І зимова Всеукраїнська спартакіада. У змаганнях з хокею, ковзанярського та лижного спорту взяли участь 125 спортсменів з 10 міст України.
Влітку цього ж року було проведено IV Всеукраїнську літню спартакіаду в три етапи. Фінальна частина пройшла в різних містах: змагання з водних видів спорту та академічного веслування проходили в Миколаєві; легкоатлетичні старти відбулись в Києві, змагання з важкої атлетики, баскетболу, тенісу і шахів — в Одесі, з гандболу — в Дніпропетровську, з футболу та стрільби — в Харкові, змагання з мотоспорту — на трасі Київ—Курськ.
У Миколаєві відбулась Всеукраїнська водна спартакіада.
Цього року харків’янин М. Погребецький започаткував розвиток українського альпінізму. Він організував першу українську експедицію на Тянь-Шань.
У 1930-х роках загалом розвивалося близько 30 видів спорту, відбувається створення української школи гімнастики, легкої атлетики, боксу, боротьби, важкої атлетики, волейболу, плавання, метання, стрибків з жердиною.
Провідне місце посідала важка атлетика. Період 1930—1940 років українські спортсмени називали «тріумфальним десятиліттям». Їм належало 15 всесоюзних рекордів з 42. Команда України не мала собі рівних не тільки в країні, але й за кордоном (у 1937 році команда України стала чемпіоном країни у командному заліку). Рекордсменами світу в передвоєнні роки стали Григорій Новак, Єфим Хотимський, Володимир Крилов, Рубен Манукян, Моісей Касьяник, Олексій Петров, Олександр Божко.
15—17 вересня 1930 року у Києві на Червоному стадіоні (нині Національний спортивний комплекс «Олімпійський»)  відбулась І Всеукраїнська спартакіада сільських фізкультурників. Ці змагання мали пропагандистське значення серед сільського населення.
З метою боротьби влади з «шкідниками», з «буржуазним» спортом, що заважало будувати і розвивати «першу у світі державу робітників і селян». Для захисту країни від ворогів 11 травня 1931 року було прийнято комплекс ГПО, який був далекий від олімпійських ідеалів. Це стало переворотом у фізкультурному русі, змінивши ідеологію, нагнітання атмосфери ворожості у спортивному русі.
У період Голодомору 1932—1933 років багато українських фізкультурників і спортсменів відмовились від змагань. Під дією влади, пропагандистської радянської кампанії у Харкові у 1932 році були змушені провести першість України з гімнастики, з легкої атлетики і футболу.
Великої популярності набула спортивна гімнастика. У 1933 році команда України завойовує перше місце на Всесоюзних змаганнях з гімнастики. Абсолютними чемпіонами із спортивної гімнастики ставали А. Зайцева (1932 р.), М. Дмитрієв (1936 р.), Є. Бокова (1938 р.), Т. Демиденко (1940 р.).
Сезон 1935 року був відзначений успіхами українських спортсменів. Армієць з Києва М. Філатушкін став рекордсменом СРСР зі стендової стрільби.
Футболісти збірної України у Парижі виграли у збірної Робітничого союзу Нідерландів з рахунком 11:0, у збірної Робітничої спортивно-гімнастичної федерації Франції — 17:1, збірну робітничого спортивного союзу Парижа — 16:0. У бельгійському Ліможе українські футболісти розгромили місцеву збірну команду з рахунком 15:0. 29 серпня відбувся футбольний матч українців з командою «Ред Стар Олімпік», що посідала третє місце у чемпіонаті Франції. Українська команда виграла матч з рахунком 6:1, у якому м’ячі двічі забивали харків’янин П. Паровишников та киянин В. Шиловський. Місцева преса назвала капітана команди Володимира Фоміна (Харків) кращим техніком Європи. Українська команда продовжила перемагати і в Антверпені розгромила збірну робітничого союзу з рахунком 12:0, у Льєжі — з рахунком 8:1.
У цьому ж році в Харкові тренер Олександра Семенова заснувала українську школу художньої гімнастики.
Значного розвитку у передвоєнні роки набула легка атлетика. В 1936 році в секціях легкої атлетики займалися близько 60 тис. осіб, у 1938 — 120 тис. осіб, а в 1940 — досягла 300 тис. осіб. Якісно підвищився, як середній рівень результатів змагань високого рангу, так і результатів провідних легкоатлетів України. Під час виступів українські легкоатлети 45 разів перемагали на чемпіонатах країни довоєнного періоду, 51 раз покращували рекорди СРСР, двічі — офіційні світові досягнення. До складу збірної команди України входило майже 40 майстрів спорту і 50 першорозрядників, більшість із них представляли спортивні товариства з Києва та Харкова. Неодноразово звання чемпіонів України та СРСР вигравали легкоатлети М. Підгаєцький (8 кратний рекордсмен СРСР), Г. Раєвський (6-кратний рекордсмен СРСР у стрибках з жердиною, рекордсмен у десятиборстві); О. Канакі (5-кратний рекордсмен СРСР), а також Н. Воліков, А. Соха, А. Ус, B. Піжуріна, Л. Ігнатенко, І. Шедько, К. Шило та ін. Високих результатів досягли й інші провідні легкоатлети країни: О. Безруков — бар’єрний біг, О. Шехтель — метання молоту, Д. Руттер — стрибки у висоту, З. Синицька — метання диску та м’яча.
Цього року чемпіоном України з важкої атлетики в напівважкій вазі (до 82,5 кг) став Яків Куценко, завдавши поразки чемпіону СРСР, харків’янину Аркадію Касперовичу. За рік (березень 1937) Я. Куценко перемагає на чемпіонаті України в Києві — вже у важкій вазі (понад 82,5 кг) з сумою триборства 363 кг. А у квітні того ж року у Тбілісі 21-річний Куценко з сумою 380 кг виграє чемпіонат країни, випередивши легендарного Серго Амбарцумяна з Єревана, триразового чемпіона країни(1933, 1934, 1935).
До кінця 1936 року в Україні налічувалось близько 30 добровільних спортивних товариств.
У період репресій 1937—1938 років низка спортсменів, тренерів стали жертвами комуністичного терору. Серед багатьох було заарештовано голову Харківської міської колегії судів з гімнастики М. К. Гвоздикова, відомого футболіста А. Г. Мамичева, улюбленого легкоатлета О. Безрукова, першого капітана футбольної команди «Динамо» (Київ) К. Піонтковського, відомого гравця київського динамівця В. Прокоф’єва, безвісті зник колишній голова ВРФК Ю. Войцехівський та інші. Було паралізоване спортивне життя Харкова, заарештовано заступника директора Державного інституту фізичної культури України С. Каленчука, наукового співробітника О. Юреська, завідувача кафедри важкої атлетики В. Бедункевича, завідувача кафедри легкої атлетики З. Синицького, викладача кафедри М. Виставкіна та інші. Пізніше імена українських громадян були реабілітовані, але не всім кинутим за грати, вдалося вийти на волю.
Влітку 1937 року в усіх українських містах пройшли масові гімнастичні свята, в яких з показовими виступами взяли участь 80 тис. фізкультурників і спортсменів, зокрема 10 тис. гімнастів і гімнасток демонстрували свою майстерність у Києві.
Цього року вперше в історії українського боксу чемпіоном СРСР у напівлегкій вазі став харків’янин А. Грейнер. У грудні на чемпіонаті СРСР з боротьби переможцями у трьох вагових категоріях стали киянин О. Турунен, харків’яни А. Сиротін та І. Михайлівський.
Під час початку Другої світової війни у приєднаних до УСРР західноукраїнських містах нараховувалося менше 20 спортсменів, які могли виконати нормативи другого розряду. Водночас львів’янин Р. Сеницький у наступному сезоні увійшов до еліти української легкої атлетики. Пізніше високі результати показали велосипедисти та тенісисти. У листопаді 1939 року у Львові динамівці Києва зустрілися з місцевими футболістами у товариському матчі і перемогли з рахунком 6:1.
У цей час спорт все більше ставав воєнізованим, що погіршувало стан українського спорту, зменшилися рекорди. Якщо у 1938 році українськими спортсменами було встановлено 36 рекордів України і 6 рекордів СРСР, то у 1939 році стало 25 рекордів Україні і 5 рекордів СРСР.
Рано вранці 22 червня 1941 року, поки не розпочалася спека, на білгородському шосе під Харковом стартував чемпіонат України з велосипедного спорту. На фініші гонки спортсменів зустріла війна. Велосипедну гонку виграв львів’янин А. Свирський з результатом 5:02.05,0. Не відбулося за участю провідних спортсменів урочистого відкриття Центрального стадіону у Києві після капітальної реконструкції. Наступного дня були відмінено усі спортивні змагання в Україні. Українські спортсмени, тренери, дізнавшись що почалася війна, гинуть мирні люди, руйнуються міста і села, практично усі мобілізувалися до Армії. Відновлення Всевобучу.
Залишаючи Київ у 1941 році, відповідальний секретар футбольної секції України, колишній голкіпер київського «Залдору» В. Ямковий вирішив кубок закопати на стадіоні, який було пізніше відкопано після звільнення столиці України від гітлерівської окупації багато років розігрувався українськими командами у футбольних баталіях.
21 липня 1943 року було створено Всесоюзне добровільне спортивне товариство «Трудові резерви».
З нагоди звільнення Харкова (23 серпня) 26 вересня 1943 року на стадіоні «Динамо» було проведене спортивне свято, відбувся футбольний матч між «Динамо» та збірною командою міста.
У січні 1944 року було відновлено Київський інститут фізичної культури і спорту, а з лютого приступили до навчання 24 студенти.
2 травня цього року відбувся перший за час війни товариський матч між командами «Динамо» (Київ) (капітан команди М. Махиня), і «Спартак» (Москва), який закінчився з рахунком 1:1. Улітку у Києві відбувся футбольний турнір за участю київського та одеського «Динамо», харківського «Локомотива» та «Стахановця» зі Сталіно (нині Донецьк). Всі матчі було виграно київським «Динамо».
Протягом 1944—1945 років у містах України було відновлено чемпіонати, спартакіади України з багатьох видів спорту.
З 23 серпня по 3 вересня на Республіканському стадіоні пройшли фінальні змагання Спартакіади України з парадом по Хрещатику на фоні руїн з найвищими і найміцнішими фізкультурниками одягнутих у національні костюми. На урочистому відкритті виступив голова Ради Народних Комісарів (Ради Міністрів) Української РСР М. С. Хрущов. Від ЦК КПУ куратором був український поет Микола Бажан.
Розпочався післявоєнний розвиток спорту в українських містах за підтримки партійних та радянських органів на місцях відповідно до постанови РНК СРСР «Про надання допомоги комітетам у справах фізичної культури і спорту та поліпшення їхньої роботи» від 26 вересня 1945 року. Ця постанова вимагала від профспілок, комсомолу, міністерств та відомств вжити рішучих заходів для підвищення у найближчі 2—3 роки спортивних результатів.

### Українські спортсмени воїни і герої
За час війни загинули або стали непрацездатними 18% фахівців із фізичного виховання та 15% дипломованих тренерів, багато відомих українських спортсменів здобули найвищі державні нагороди за мужність та героїзм, проявлений у боротьбі з гітлерівськими військами.
Чемпіон Чорноморського флоту довоєнних років з вітрильного спорту, старший лейтенант Костянтин Ольшанський у 1944 році очолив загін з 67 десантників і захопив плацдарм на Південному Бузі біля порту, відволікаючи на себе сили ворога, що обороняв Миколаїв. Загиблому у тих боях К. Ольшанському, як і усім бійцям загону, посмертно було присвоєно Героя Радянського Союзу.
За форсування Дніпра у 1943 році Героя Радянського Союзу отримали: краща плавчиня та переможниця з легкої атлетики з Куп’янська, санінструктор Марія Шкарлетова (Міжнародною Лігою Червоного Хреста була нагороджена медаллю імені Флоренс Найтінгейль), форвард харківської футбольної команди «Балабановець» Олександр Казаков, а також був відзначений за звільнення Варшави від гітлерівських військ, та київський тренер, майор А. Потопольський, який також брав участь в обороні Києва.
Популярний важковаговик, багаторазовий чемпіон СРСР Давид Ехт, встановив 34 рекорди країни у важкій вазі. За роки війни він був нагороджений 2 орденами Леніна, 4 орденами Червоного Прапора та 26 медалями.
4 ордени Червоного Прапора, ордена Суворова ІІІ ступеня, Олександра Невського, Вітчизняної війни, Червоної Зірки, медалі отримав харків’янин, кіннотник Леонід Петрович Дикий, який у повоєнні роки створив одну з найкращих в країні кінноспортивну школу «Спартак», потім очолював харківську федерацію кінного спорту.
3 ордени Червоного Прапора заслужив миколаївець, голова колективу фізкультури ХТЗ, досвідчений бігун на середні дистанції Іван Матвєєв, який брав участь у боях під Харковом та у форсуванні Дніпра. В останні дні квітня 1945 року розвідник, майор І. Матвєєв з 120 бійцями захопив під Берліном дачу та центральну радіостанцію Геббельса, що закликала німців до опору.
Після війни багато спортсменів та тренерів приступили до занять фізичної культури і спорту, які у подальшому досягли вагомих результатів.
Кращий гімнаст України Віктор Чукарін за кілька днів до початку війни закінчив Київський технікум фізичної культури, у червні після перших кровопролитних боїв пораненим, непритомним попав у полон. 4 роки перебував у концентраційному таборі. Після війни був переможцем та призером на двох Олімпійських іграх, виборов 11 олімпійських медалей.
Через гітлерівські концтабори у Польщі та Німеччині пройшов чемпіон України з боротьби Яків Пункін з Запоріжжя. У перші дні війни попав у оточення, далі концтабори. Після звільнення важив трохи більше 30 кг. У 1952 році на літніх Олімпійських іграх в Гельсінкі він першим з українців став чемпіоном у напівлегкій вазі з греко-римської боротьби.
Багаторазовий чемпіон України та СРСР з важкої атлетики, випускник Київського політехнічного інституту Олександр Донський в один з перших місяців війни був контужений у бою, потрапив у полон, але зумів втекти з табору, воював підривником у партизанському загоні на Житомирщині, брав участь у 23 бойових операціях, відзначений багатьма бойовими нагородами. У 1947 році він став призером чемпіонату Європи, а в 1949 році встановив світовий рекорд у ривку.
7 разовий чемпіон СРСР і рекордсмен країни у штовханні ядра Олександр Канакі, який починав свою спортивну біографію у Криму, в одному з боїв був поранений у правицю, після операції відновився і став рекордсменом у метанні молота. Він упродовж понад 50 років практично не мав конкурентів з СРСР.
Один з найсильніших борців СРСР, багаторазовий чемпіон України харків’янин Григорій Малинко у травні 1942 року під час гітлерівського наступу на Харків був важкопоранений. Згодом, під час форсування Дніпра у батарею Г. Малинка влучив снаряд і його поховали в окопі, але через якийсь час виявили, що могила «дихає». Його розкопали і відправили на лікування. У 1944 році капітан Г. Малинко після переправи через Березину був поранений всьоме. У травні 1995 року першим серед спортсменів України був нагороджений орденом Ярослава Мудрого.
Багато українських спортсменів, які були учасниками бойових дій, важкопораненими, після Перемоги повернулися у спорт та досягли високих результатів, зокрема випускник Київського інституту фізичної культури Євген Буланчик (8 разів ставав чемпіоном СРСР у бар’єрному бігу на 110 м, перший з радянських спортсменів став чемпіоном Європи, працював зі збірною командою України), харків’янин Гаврило Раєвський (2 рази ставав чемпіоном України), львів’янин Вадим Андрієвський (став чемпіоном СРСР з фехтування на еспадроні, тренером), киянин Юрій Гаммерштедт (став чемпіоном СРСР з велоспорту, тренером, очолював збірну команду України), капітан другого ранку Чорноморського флоту Микола Лапутін (у 1945 році став срібним призером чемпіонату СРСР з важкої атлетики, бронзовим призером чемпіонату Європи 1947 року, встановив 2 рекорди СРСР, був заступником голови Комітету по фізичній культурі і спорту при РМ УРСР, очолював українську колегію суддів, Київський інститут фізичної культури), харків’янин Едуард Лорент (встановив світові рекорди з мотоспорту), харків’янин Володимир Нікітін (встановив світові рекорди у серії швидкісних автомобілів), Михайло Світличний, який 1944 року через поранення та контузію був звільнений з Армії (створив на ХТЗ важкоатлетичну школу, став тренером і виховав дворазового олімпійського чемпіона Леоніда Жаботинського) та інші.

### Відродження фізкультурно-спортивного руху
У післявоєнний період було багато поранених спортсменів, у збірних командах областей України практично не було тих спортсменів, хто перемагав на спартакіадах школярів у довоєнні роки. Через пережиті важкі умови під час війни, Голодомор 1946—1947 років, недоїдання та повсякденних труднощі частина українських спортсменів не змогли повернутися у спорт, інші не змогли знайти у собі сили знову взяти додаткові навантаження та вийти на змагання. Протягом 3 років українським тренерам довелось працювати з поколінням «дітей війни».
У 1946 році на чемпіонаті Європи з легкої атлетики в Осло у складі збірної команди СРСР не було жодного українського спортсмена, на чемпіонаті СРСР з футболу київські динамівці здобули лише 1 перемогу на одноклубниками з Ленінграда (1:0), програли 8 матчів і були на передостанньому місці. Водночас перемогами у чемпіонатах СРСР відзначились киянка О. Калмикова в одиночному розряді з тенісу, харків’янин Ю. Короп з плавання (встановив рекорд), киянин Г. Онисимов зі стрільби, харків’янка Н. Скобець з мотоспорту (встановила 3 рекорди для мотоциклів до 500 см3, один з них на дистанції 1 км протримався 30 років як абсолютний рекорд серед жінок) та її чоловік Е. Лорент (встановив рекорд серед чоловіків).
У 1947 році в усіх українських містах і селищах розгорнулася робота з відновлення зруйнованих війною заводів, фабрик, колгоспів і радгоспів, у квітні в Києві пройшла республіканська науково-методична конференція тренерів. Посилилась робота пошуку нових організаційних форм, шляхів підвищення масовості спорту. На чемпіонаті СРСР з фехтування українці вперше посіли друге місце, з тенісу — київська динамівка О. Калмикова стала чемпіонкою, з шашок — киянин І. Куперман зберіг титул чемпіона.

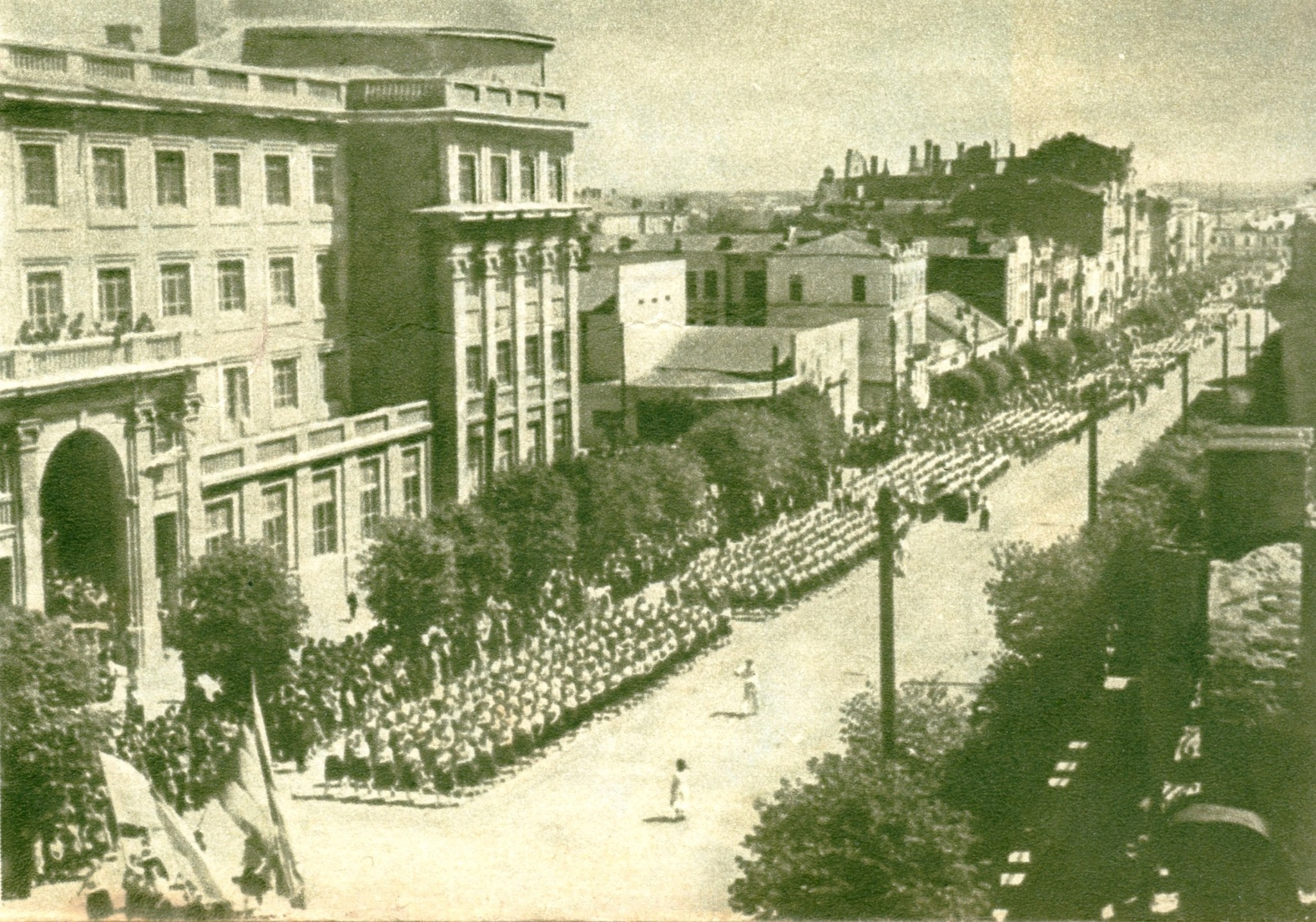
Парад сільських фізкультурників у Вінниці 1949 року, журнал "Огонек" № 49

Цього ж року було присвоєно найвище звання заслуженого майстра спорту видатним українським спортсменам та організаторам спорту І. Бражник, Г. Раєвський, В. Стариков, М. Кротов, Г. Шелекетін.
З 1 січня 1949 року вступила у дію нова Єдина всесоюзна спортивна кваліфікація, що суттєво підвищила вимоги до тих, хто претендував на звання майстра спорту. Протягом сезону українськими спортсменами було поліпшено 38 разів рекорди України, 6 разів рекорди СРСР, 47 поправок внесено до таблиці юнацьких досягнень України. На початку липня у Ленінграді на чемпіонаті з гімнастики абсолютний чемпіон України В. Чукарін став переможцем на брусах (19,90 бали) та в обов’язковій програмі він здобув небувалого успіху (набрав 58,55 бала з 60), 25-річна киянка, абсолютна чемпіонка України Н. Бочарова стала найкращою на колоді (19,95 бали) та уперше серед жінок абсолютною чемпіонкою СРСР. В. Чукарін 5 разів у 12 програмах отримав 10-бальні оцінки. Такого результату не мав ніхто на всіх проведених раніше чемпіонатах СРСР.
1 травня 1951 року на відкритті київського стадіону СКА Віктор Цибуленко кинув гранату на 89,39 м та встановив рекорд СРСР, який за наступні 40 років існування країни його так і не змогли перевершити. 
7 травня 1951 року Олімпійський комітет СРСР було прийнято до складу Міжнародного олімпійського комітету. До Олімпійських ігор у Гельсінкі залишалось трохи більше року. Українські спортсмени розпочали боротьбу за місце в олімпійській команді. У 1951 році українськими легкоатлетами було встановлено 52 рекорди України, 62 рази поліпшилися юнацькі досягнення.
12 липня на московському стадіоні «Динамо» збірна команда України, у якій бігли М. Білокуров з Дніпропетровська (нині Дніпро), П. Чевгун з Києва, перевищили світовий рекорд в естафеті у бігу на 800 м (2 хв 12 с). 5 серпня на київському стадіоні 31-річний П. Денисенко двічі поліпшив рекорд СРСР та України у стрибках з жердиною (4,32 м і 4,37 м), який тримався з 1939 року. В. Цибуленко встановив рекорд СРСР у метанні гранати (89,39 м). У Мінську чемпіонами СРСР стали киянин В. Бражник (стрибки з жердиною — 4,20 м), киянин Г. Дибенко (метання молота — 54,43 м) та одесит Є. Вансович (стрибки у висоту — 1,91 м).
У 1952 році на змаганнях в Ленінграді Віктор Цибуленко став чемпіоном країни у метанні у серпні  показавши результат 72.26 м.
Починаючи з 1950-х років збірна команда України брала участь у Спартакіадах народів СРСР (золото 1986 р., бронза 1956 р. та 1979 р., четверте місце 1983 р.). Деякі українські спортсмени-учасники тих змагань пізніше виступали за збірну СРСР та збірну України.
У збірній СРСР з футболу виступали видатні українські спортсмени та тренери Валерій Лобановський, Олег Блохін, Ігор Бєланов, Анатолій Дем'яненко, Володимир Безсонов, Олег Протасов, Леонід Буряк та ін.
Федерація футболу України була першою федерацією, яка була визнана ФІФА та УЄФА 26 лютого 1992 року.
Перша гра між національними збірними командами України та Угорщини відбулась 29 квітня 1992 року на стадіоні Авангард в Ужгороді. На дебютний матч з угорцями були викликані: воротарі — І. Кутепов («Динамо»), В. Гришко («Чорноморець»), захисники — О. Лужний, Ю. Мороз («Динамо»), Ю. Никифоров, С. Третяк («Чорноморець»), Є. Драгунов («Шахтар»), С. Беженар («Дніпро»), півзахисники — А. Анненков, С. Ковалець, С. Заєць («Динамо»), Ю. Шелепницький, Ю. Сак, І. Цимбалар («Чорноморець»), С. Погодін («Шахтар»), Ю. Дудник («Металург» Запоріжжя), нападники — О. Саленко («Динамо»), І. Гецко, С. Гусєв («Чорноморець»), С. Щербаков («Шахтар»). Під кінець матчу Іван Гецко ударом зі штрафного забив м’яч у ворота угорців, ставши автором першого голу в історії національної збірної команди України. Поєдинок завершився з рахунком 1:2 на користь угорців.
У 1993 році Урядом України створюються Державний науково-дослідний інститут фізичної культури і спорту та Вища школа тренерів.

### Спорт в український діаспорі
Докладніше: Рада фізичної культури, Українська футбольна діаспора
Уперше власні змагання українська діаспора провела у Філадельфії в 1936 році під назвою Українсько-Американська Олімпіада. Учасниками змагань були українські спортсмени з США і Канади.
Після закінчення Другої світової війни у Європі залишилась велика кількість українців через політичні обставини. До кінця 1945 року вони організували понад 50 спортивних товариств, серед найбільших — Українське спортове товариство «Чорногора» в Аугсбурзі, СТ «Дніпро» в Байроті, Карпатський лещетарський клуб у Мюнхені, СТ «Беркут» у Новому Ульмі та інші. Ці спортивні клуби проводили змагання з футболу, легкої атлетики, плавання, волейболу, баскетболу, шахів.
25 листопада 1945 року було створено керівний орган цих товариств — Раду фізичної культури.
1948 року в Німеччині відбулась Олімпіада поневолених народів ді-пі (displance persons), у якій українські спортсмени з політичних біженців змагалися у волейболі, футболі, боксі, легкій атлетиці, баскетболі. Українська команда здобула перемоги у волейболі, футболі, боксі, легкій атлетиці (естафета 4 х 100 м). У змаганнях відзначилися Орися Варцаба, Ірина Дубас (легка атлетика), Йосип Хома (бокс), Володимир Кобзяр (футбол), Омелян Бучацький (волейбол). За підсумками змагань українська команда виборола 6 золотих, 3 срібні та 2 бронзові медалі. Ці змагання дали українським спортсменам неоціненний досвід та привернули увагу зарубіжної преси до українського спорту.
Наприкінці 40-х та на початку 50-х на території США, Канади, Австралії та окремих європейських країн внаслідок еміграції організовуються спортивні осередки. Головна їх робота була пов’язана з вихованням української молоді, народженої в діаспорі, згуртування українців за кордоном та збереження національної ідентичності.
У грудня 1955 року в Торонто було створено Українську спортову централю США та Канади як єдиний координаційний орган діяльності українських спортивних товариств на території США та Канади.
У 1956 році напередодні мельбурнської Олімпіади було створено Український олімпійський комітет за кордоном під керівництвом Володимира Білинського (Австралія).
Відомими українськими спортивними діячами за кордоном стали Тарас Ліскевич (волейболіст, виступав за «Кеннет Аллен», був головним тренером жіночої волейбольної команди США), Мирон Стабельський (очолював Українську спортову централь США та Канади, влітку у 1991 році був ініціатором зустрічі спортсменів України та української діаспори), Стах Габа (очолював фонд «Канадські приятелі НОК України»), Роман Дехнич (очолював організаційний комітет української громади Австралії з проведення Олімпійських ігор 2000 року) та інші.

### В олімпійській сім’ї з 1952 по 1992 роки
Історія олімпійського руху в Україні розпочалася в 1952 році, коли 26 українських спортсменів у складі збірної команди СРСР (всього було 295 атлетів) вперше узяли участь у літніх Іграх XV Олімпіади в Гельсінкі. 19 липня на Олімпійському стадіоні під час урочистої церемонії відкриття Ігор прапор збірної команди країни ніс український важкоатлет Яків Куценко, який не входив до числа атлетів і був у статусі тренера як багаторічному чемпіону країни у важкій вазі.
На найвищі сходинки олімпійського п’єдесталу зійшли українські гімнасти Віктор Чукарін, Марія Гороховська та Ніна Бочарова, борець Яків Пункін і легкоатлетка Ніна Пономарьова. Львів’янин Віктор Чукарін та киянка Марія Гороховська, які стали абсолютними олімпійськими чемпіонами зі спортивної гімнастики, започаткували безпрецедентну шеренгу абсолютних олімпійських перемог українських гімнасток і гімнастів.
Срібними призерами Олімпійських ігор стали Ігор Ємчук і Георгій Жилін (академічне веслування).
У 1956 році за підсумками літної Олімпійських іграх в Мельбурні успіх здобули українські гімнасти. Крім Віктора Чукаріна, чемпіонами стали українка Лариса Латиніна з Херсону (володарка 18 олімпійських нагород), киянин Борис Шахлін (виборов 2 золоті медалі у вправах на коні та команді), киянин Іван Дерюгін (встановив світовий рекорд у плаванні для п’ятиборців) та Юрій Титов (володар 9 олімпійських нагород), який тренувався у київському клубі «Буревісник».
На XVІІ літніх Олімпійських іграх в Римі зенітом успіху стали для Лариси Латиніної та Бориса Шахліна. Виступ Лариси Латиніної у 219 очок дала перемогу над командою США (463,5 очок) та майже триразову перевагу над Об’єднаною німецькою командою (208,5 очок). Борис Шахлін здобув абсолютну перемогу в багатоборстві, перемоги на брусах та у опорному стрибку, 2 срібні медалі за вправи на коні та кільцях, бронзова медаль за вправі на перекладині. Під час виконання вправи на перекладині тріснула накладка, яку гімнасти одягають на руку (у такій ситуації спортсмени припиняють виконання вправи, оскільки можуть зірватися зі снаряда), але Б. Шахлін не лише завершив комбінацію, але й отримав олімпійську медаль.
На цій Олімпіаді успішно виступили 20-річна гімнастка Поліна Астахова з Дніпропетровська, гімнастка Маргарита Ніколаєва з Одеси (виконала опорний стрибок, який до неї виконували лише чоловіки), скороход Володимир Голубничий з Суми.
У 1964 року в Токіо на літній Олімпіаді втретє перемогли Лариса Латиніна та Борис Шахлін. Успіх досяг дебютант з важкої атлетики 26-річний Леонід Жаботинський з Запоріжжя, який виграв історичний токійський двобій з лідером збірної команди СРСР Юрієм Власовим у заключний день олімпійського турніру важкоатлетів. Л. Жаботинський встанови 2 світових рекорди.
Київський фехтувальник Григорій Кріс здобув вперше в історії українського спорту олімпійську медаль у фехтуванні на шпагах, перемігши британця Генрі Хоскінса. Його називали київським д’Артаньяном.
На ХІХ літніх Олімпійських іграх в Мехіко дворазовими олімпійськими чемпіонами стали волейболісти Юрій Поярков з Харкова (першим з волейболістів СРСР був занесений до Книги рекордів Гіннесса за видатні олімпійські досягнення) та Едуард Сибіряков. Олімпійським чемпіоном з парусного спорту у гонці (клас «Фінн») став 27-річний киянин Валентин Манкін, здобувши 11,7 очок. Сум'янин Олександр Шапаренко у парі з Володимиром Морозовим стали олімпійськими чемпіонами у перегонах на байдарках і каное. Олександр Шапаренко завоював дві медалі в одиночному розряді та у двійці протягом години, що є унікальним досягнення Олімпійських ігор.
Олімпійськими чемпіонами стали 7 українців у складі волейбольної команд, а також дніпрянин Юрій Стеценко у складі байдарки-четвірки.
Мюнхенська літня Олімпіада 1972 року принесла рекорд одесита Миколи Авілова в десятиборстві (8454 очки), тріумф Валерія Борзова, який на обох спринтерських дистанція випередив прудких темношкірих американців, які вважалися фаворитами. Напередодні він отримав погрози фізичного знищення у разі виступу на змаганнях. На цих Іграх В. Борзов став дворазовим олімпійським чемпіоном з легкої атлетики. У стрільбі по мішені «бігучий кабан» Яків Железняк став олімпійським чемпіоном та рекордсменом світу.
У 1976 році на літніх Олімпійських іграх в Монреалі найяскравішим був успіх метальників молота, коли на п’єдестал пошани одночасно піднялись тренер Анатолій Бондарчук з Хмельниччини разом з своїм учнем Юрієм Сєдих, який виборов золоту медаль з олімпійським рекордом (77 м 52 см). Це стало рідкісним випадком в історії олімпійського спорту.
У греко-римській боротьбі киянин Олександр Колчинський переміг у фіналі, здійснивши кидок через стегно та витримавши атаки фаворита і чотириразового чемпіона світу болгарина Олександра Томова. Раніше 6 разів вони зустрічалися на змаганнях і всі рази О. Томов вигравав.
У дзюдо 27-річний киянин Сергій Новиков, який виступав у важкій ваговій категорії, у фіналі переміг на першій секунді, провівши прийом, після якого дзюдоїст з ФРН Гюнтер Нойройтер злетів угору, впав на татамі й арбітр зафіксував чисту перемогу українця.
ХІІ зимові Олімпійські ігри відбулися в Інсбруку 1976 року. Українському спорту єдину перемогу приніс біатлоніст Іван Бяков, який виступав у складі радянської естафетної команди.
У 1980 році на літніх Олімпійських іграх в Москві триразовим олімпійським чемпіоном з вітрильного спорту став Валентин Манкін, який є одним з найтитулованіших звитяжців в історії вітрильного спорту. Перемоги також здобули легкоатлет Юрій Сєдих (встановив олімпійський рекорд 81 м 80 см), бігунка Надія Олізаренко (встановила олімпійський рекорд на 800 м, пробігши за 1 хв 53,5 с), Надія Ткаченко (встановила світовий рекорд з легкоатлетичного багатоборства, 5080 очок), важкоатлет-суперважковаговик Султан Рахманов (переміг дворазового олімпійського чемпіона  Василя Алексєєва, на рахунку якого було 79 світових рекордів), Ілля Мате у вільній боротьбі, брати-близнюки Анатолій Бєлоглазов та Сергій Бєлоглазов у вільній боротьбі, Володимир Кисельов у штовханні ядра (встановив олімпійський рекорд, який було перевершено через 16 років в Атланті), Павло Ледньов у фехтуванні, борець Олександр Колчинський, ватерполіст Олексій Баркалов (найвидатніший український ватерполіст всіх часів, внесений до Книги рекордів Гіннесса). Бюст О. Баркалова встановлено на території Музею спортивної слави у Маямі (США).
Українка Віра Мисевич у складі радянської команди з кінного спорту стала олімпійською чемпіонкою у командній першості, випередивши збірні Болгарії та Румунії.
Вдруге на найвищу сходинку п’єдесталу пошани зійшла радянська збірна команда з гандболу, основу якої становили спортсменки славетного київського клубу «Спартак» під керівництво Ігоря Турчина.
Через бойкотування СРСР Олімпійських ігор 1984 року у Лос-Анджелесі українські спортсмени не мали змоги взяти участь у найголовніших змаганнях чотириріччя.
На наступних XXIV літніх Олімпійських іграх у Сеулі на найвищу сходинку олімпійського п’єдесталу піднявся луганець Сергій Бубка, який у стрибках з жердиною подолав висоту 5,90 м. Уперше в історії українського та радянського спорту дебютант сум'янин Олександр Кириченко здобув золоту нагороду в гіті на 1 км. Він завершив гонку з пробитим колесом.
Збірна футбольна команда СРСР, яку тренував київський динамівець Анатолій Бишовиць, стала переможцем Олімпійських ігор. У складі команди олімпійськими чемпіонами стали Олексій Чередник, Володимир Лютий, Вадим Тищенко («Дніпро» Дніпропетровськ), Олексій Михайличенко («Динамо» Київ) (найуніверсальніший футболіст континенту, кращий футболіст СРСР 1988 року був внесений до Книги рекордів Гіннесса).
У складі збірної баскетбольної команди СРСР олімпійськими чемпіонами стали Олександр Волков і Олександр Білостінний.
Після руйнування Берлінського муру, розпаду СРСР українські спортсмени у 1992 році брали участь у XVI зимових Олімпійських іграх у Альбервілі та XXV літніх Олімпійських іграх у Барселоні у складі Об’єднаної команди Співдружності незалежних держав під національними кольорами.
Найпрестижнішу нагороду українському спорту приніс одесит Віктор Петренко у фігурному катанні. Під час його нагородження вперше в історії Олімпійських ігор було оголошено, що спортсмен представляє Україну, а президент МОК Хуан Антоніо Самаранч зателефонував Президенту України Леонідові Кравчуку та привітав з блискучою та знаменною для українського спорту перемогою.
Захисник київського ЦСКА Віктор Житник став олімпійським чемпіоном у складі збірної хокейної команди СНД.
На літніх Іграх в Барселоні у складі Об’єднаної команди СНД виступило 80 українців, які взяли участь у 23 видах спорту, забезпечили майже 1/5 медалей, 17 золотих, 14 срібних, 9 бронзових, з яких 20 медалей (з них 4 золоті) в індивідуальних видах програми та 20 медалей (з них 13 золотих) у командних.
На цих Іграх першу перемогу українському спорту приніс луганський борець-легковаговик Олег Кучеренко, який у фінальному бою подолав італійця Вінченцо Мієцу (журналісти охарактеризували його «коброю у вражаючому смертельному кидку»). Під час його нагородження уперше за майже сторічну історію новочасного олімпізму було піднято Державний Прапор і виконано Державний Гімн України.
Яскраво виступили українські гімнасти харків’янин Рустам Шаріпов, луганець Ігор Коробчинський і кіровоградець Григорій Місютін, одеситка Тетяна Гуцу і  херсонка Тетяна Лисенко, які стали олімпійськими чемпіонами. Тетяна Гуцу стала третьою абсолютною олімпійською чемпіонкою в історії української спортивної гімнастики та другою за віком володаркою найпочеснішого звання, поступившись лише Наді Команек.
У художній гімнастиці олімпійською чемпіонкою стала Олександра Тимошенко у багатоборстві (59,037 бали).

### Київ олімпійський
Докладніше: Як Київ Олімпіаду-80 приймав та Влада СРСР боялася українських націоналістів
У 1974 році на сесії МОК у Відні було прийнято рішення, що у Києві відбувається один з 3 групових футбольний турнірів літніх Олімпійських ігор 1980 року.
У березні 1977 року у складі КДБ України була створена оперативна група, яка повинна була займатися підготовкою до заходу. Її очолив голова республіканського Комітету держбезпеки Віталій Федорчук. В архівах Служби безпеки України було знайдено 6 службових записок про те, що «спецслужби ворога та зарубіжні антирадянські формування у зв’язку з Олімпійськими іграми задумали і готують різні підривні акції». До роботи в місцях проживання гостей (36 об’єктів) було залучено 13 позаштатних співробітників КДБ і 626 агентів. Співробітники готувалися охороняти весь маршрут естафети вогню, Центральний стадіон, місця проживання спортсменів і членів делегацій, також стратегічні об’єкти Києва (2500 в Україні, 1100 в Києві (міліціонерів при цьому було 9700), зокрема готель «Русь» повинні були охороняти 379 осіб.
У червні цього року утворюється республіканський Організаційний комітет з проведення Олімпійських ігор 1980 року. Керівник було призначено заступника голови Ради Міністрів УРСР Павла Євменовича Єсипенка. У реалізації плану підготовки Олімпіади-80 брали участь з 20 комісій Оргкомітету.
Відповідно до вимог МОК та ФІФА в Києві було виконано величезні обсяги будівельно-монтажних робіт, зокрема збудовано виробничо-побутовий корпус на республіканському ВО «Зоря» для випуску квитків олімпійської лотереї «Спринт», цех освітлювального обладнання на тернопільському ВО «Ватра» для випуску високоефективних освітлювачів для спортивних арен, республіканську спортивно-тренувальну базу у Конча-Заспі, оновлено київський стадіон «Динамо», реконструйовано футбольні поля, трибуни для глядачів, спортивні майданчики та зали на стадіонах «Старт», «Спартак», «Арсенал», «Локомотив», «Піонер».
Одним з найголовніших об’єктів олімпійського комплексу стало спорудження 22-поверхового готелю «Русь» на черепановій горі поряд з Республіканським стадіоном. З’явилися нові готелі «Братислава» та «Мир-2», магазин «Олімпійський сувенір», кафе «Олімпіада-80» та «Червона рута». 17 червня 1980 року відбувся мітинг, присвячений закінченню будівництва та реконструкції усіх олімпійських об’єктів у Києві. Загальні витрати на підготовку і проведення Олімпійських ігор перевалили за 2 млрд радянських карбованців.
За місяць до відкриття Ігор (19 червня) серед руїн стародавньої Олімпії від променів сонця було запалено олімпійський вогонь, який естафетою пронесли дорогами 7 областей України — Чернівецької, Хмельницької, Вінницької, Житомирської, Київської, Полтавської та Харківської. Факелоносцями були не лише спортсмени, а й трударі міст і сіл, у житті яких фізична культура і спорт відіграли важливу роль.
Київ зустрів олімпійський вогонь 11 липня. На центральній площі столиці зібралися тисячі киян, у тому числі уславлені спортсмени, чемпіони Олімпійських ігор — легкоатлети Ніна Пономарьова та Віктор Цибуленко, гімнастка Ніна Бочарова, п’ятиборець Іван Дерюгін, стрілець Віталій Романенко, борець Борис Гуревич, фехтувальник Григорій Кріс, веслувальник Володимир Морозов, волейболісти Володимир Іванов та Борис Терещук.
Вогонь у чаші, встановленій на центральній площі столиці, від факела запалив олімпійський чемпіон з веслування на байдарках киянин Юрій Стеценко. Після проведення Олімпійських ігор у Києві чаша безслідно зникла.
14 липня олімпійська естафета покинула територію України.
Під час літніх Ігор ХХІІ Олімпіади Київ став єдиним містом у СРСР, де олімпійський вогонь побував двічі. Уперше — на шляху факельної естафети від Олімпії до Москви, і вдруге — коли вогонь повернувся з Москви до міста Києва, у якому відбувся один з групових турнірів олімпійських змагань з футболу. Вдруге факел з вогнем приніс легендарний борець киянин Іван Богдан, а срібний призер Олімпійських ігор з легкоатлетичного десятиборства Леонід Литвиненко запалив олімпійський вогонь у чаші над Республіканським стадіоном. Поряд у 9-поверховому корпусі розміщувався штаб олімпійського футбольного турніру, у якому працювали представники МОК, національних олімпійських комітетів, міжнародних спортивних федерацій та інші офіційні особи (нині тут Міністерство молоді та спорту України).
Відповідно до розпорядку футбольних змагань Ігор у Києві було проведено 6 матчів попередніх турнірів (3 матчі у групі «С» і 3 матчі у групі «D»). У групі «С» переможцем стала футбольна команда НДР, а у групі «D» — футбольна команда Югославії.
У чвертьфіналі на Республіканському стадіоні відбувся матч між футбольними командами НДР та Іраку, який закінчився з рахунком 4:0 на користь німецьких спортсменів.
В олімпійську культпрограму в Києві були залучені 17 музеїв, 7 бібліотек, 6 кінотеатрів і т.д. Екрани були насичені спортивною тематикою, у тому числі демонструвався фільм «Місце спринтера вакантне» і звичайно ж, мультфільмів «Як козаки в футбол грали» і «Як козаки олімпійцями стали».
Прощаючись зі столицею України, її гості, футболісти, тренери, судді, офіційні особи міжнародних делегацій були вдячні господарям за організацію змагань, гостинність та привітність.
«Візит до Києва порадував мене і викликав приплив нових сил. Вітаю уряд і керівників спортивних організацій з величезним досягненням у проведенні Олімпіади» — запис у книзі почесних гостей (готель «Русь»), зроблений президентом ФІФА, членом МОК Жуао Авеланжом.

### Створення олімпійського комітету
Докладніше: Національний олімпійський комітет України
Під час боротьби за незалежність Української народної республіки у 1918 році було створено Український національний олімпійський комітет, але МОК не встиг розглянути подання через поразку у боротьбі з російськими більшовиками.
У 1919 році уповноважений Реввійскради М. В. Фрунзе затвердив положення про Всеукраїнський олімпійський комітет (ВУОК), який очолив керівник харківського «Сокіл» Е. Вацек.
Після визвольних змагань 1918—1921 років частина українців проживала на територіях інших держав. Відомо, що уряди УНР та ЗУНР контактували з МОК щодо можливої участі збірної України в Олімпіаді-1920 в Антверпені. Намагання утворити олімпійський комітет та виступати на Олімпійських іграх окремою командою не було успішним. Тому українські спортсмени брали участь у Олімпійських іграх у складах інших держав.
У 1960 році напередодні літніх Олімпійських ігор в Римі за наполяганням Українського світового комітету у справах спорту та за підтримки делегацій Англії та Швейцарії було зроблено офіційну заяву про те, що Україна як член ООН має повне право самостійно брати участь в Олімпіадах та має створити свій Національний олімпійський комітет відповідно до Статуту МОК. Проте радянською владою ці пропозиції не були підтримано.
Наприкінці 1988 року «Спортивна газета» однією з перших в Україні почала друкувати листи громадян про необхідність створення Українського олімпійського комітету. У 1989 році на шпальтах газети розміщується проект Статуту Олімпійського комітету України й розгортається дискусія навколо нього. Редколегія газети доручила вести тему призерці XVІI літніх Олімпійських ігор у Римі Людмилі Радченко.
Через небажання радянської влади йти на поступки виникає криза у фізкультурно-спортивному русі України. Припиняється в Україні фінансування змагань, дитячо-юнацьких спортивних шкіл, різних установ та організацій.
12 березня 1990 року у Львові створюється підготовчий комітет по створенню Української спортивної асоціації, а через два місяці відбулися Установчі збори, на яких головою було обрано народного депутата Ярослава Кендзьора.
19 квітня «Спортивна газета» друкує звернення до спортивних фахівців України зі закликом подолати кризу, що охопила спортивне життя та підтримати ідею створення самостійного Олімпійського комітету.
13 жовтня створюється Українська національна олімпійська комісія Народного руху України під головуванням Валерія Шутова, який проголосив відновлення роботи Українського національного олімпійського комітету, створеного 1918 року.
Призначена на червень конференція засновників не була скликана.
Після проголошення «Декларації про державний суверенітет України» Верховною Радою України 16 липня 1990 року головою Державного комітету Української РСР у справах молоді, фізичної культури та спорту було призначено дворазового олімпійського чемпіона Валерія Борзова.
22 грудня 1990 року у актовому залі Київського державного інституту фізичної культури і спорту відбулась І Генеральна асамблея засновників, яка ухвалила рішення про створення Національного олімпійського комітету України. Головував на зборах Анатолій Усенко (Федерація велоспорту). Делегати у кількості 210 осіб з усієї України, які представляли  національні федерації, спортивні товариства і відомства, державні органи й установи, громадські організації, засоби масової інформації, після дискусій затвердили Статут НОК України, який став першим законодавчим документом найвищої новоствореної спортивної громадської організації. Президентом НОК України було обрано Валерія Борзова. До складу НОК України увійшли представники 45 національних федерацій і 27 осіб від областей, 17 народних депутатів України, представники державних установ та організацій, видатні спортсмени та тренери.
Після «Акта проголошення незалежності України» Верховною Радою України 24 серпня 1991 року у вересні представники фізкультурно-спортивної громадськості розпочали підготовку документів про незалежність НОК України та національних федерацій України, подання їх до МОК, міжнародних федерацій, Олімпійському комітету та Держкомспорту СРСР.
20 вересня 1991 року відбулась ІІ сесія Генеральної асамблеї НОК України, на якій були внесені зміни та доповнення до Статуту відповідно до Олімпійської хартії МОК, а також прийняття постанови «Про першочергові заходи по організації діяльності Національного олімпійського комітету», в якій проголошувалися підстави для звернення НОК України до міжнародних організацій щодо його визнання на світовій арені.
До МОК надійшли листи від Президента України Л. М. Кравчука, Верховної Ради України та групи народних депутатів України.
25 січня 1992 року у Москві відбулася зустріч президента НОК України В. Борзова та президента МОК Х. А. Самаранча, основним питанням якої було визнання НОК України. Однак Виконком МОК приймає рішення, що команда НОК колишнього СРСР виступатиме під назвою «Об’єднана команда» під Олімпійським прапором і Олімпійським гімном з можливість використання назви та національних кольорів республік. Однак Президент України Л. М. Кравчук наполягав на виступі самостійної команди в індивідуальних видах спорту та об’єднаною в командних та ігрових.
8 березня у штаб-квартирі МОК відбулась зустріч президента Х. А. Самаранча з президентом НОК України В. Борзовим та головою комісії з міжнародних відносин ВРУ Я. Кендзьором. На запрошення Президента України дав згоду Х. А. Самаранч відвідати Київ 7—8 квітня для остаточного з’ясування усіх незрозумілих питань. Другого дня Виконком МОК офіційно оголосив про тимчасове умовне визнання НОК України.
29 травня НОК України на ІІІ сесії Генеральної асамблеї було затверджено емблему, складовими частинами якого склав малий Герб України (тризуб) і олімпійські кільця.
Лише 24 вересня 1993 року 101 сесією МОК у Монако було прийнято рішення «Про повне визнання Національного олімпійського комітету України».
Сплата членських внесків багатьох спортивних федерацій України здійснювалась за кошти Української спортової централі Америки та Канади (сплачено за 35 спортивних федерацій) і Спортової комісії Світового конгресу українців (сплачено за 5 спортивних федерацій).

### Розвиток фізичної культури і спорту з 1993 року
Докладніше: Фізична культура, Україна на Олімпійських іграх, Список олімпійських призерів України
З 1993 року розпочався новий етап розвитку фізичної культури і спорту в Україні, відбулося становлення національної системи фізичного виховання, виховано плеяду видатних спортсменів сучасності, створено та покращено відповідну спортивну інфраструктуру.
Сьогодні Україна є однією з провідних спортивних держав світу.

## Рекомендована література
- Легенди українського спорту: навч. посібник. Книга друга / укл.: Карасєвич С. А., Карасєвич М. П. 2017. Умань. ВПЦ «Візаві». Кн. 2.  452 с.;
- Чемпіони сторіччя! 1997. Олімпійська арена. № 3. С. 15;
- Кулик В. Олімпійський у серцях вогонь. Історія виникнення та становлення НОК України. 2008. Київ.  308 с.